# Marsipankremla
Marsipankremla (Russula grata) är en svampart som beskrevs av Britzelm. 1898. Marsipankremla ingår i släktet kremlor och familjen kremlor och riskor.  Arten är reproducerande i Sverige. Inga underarter finns listade i Catalogue of Life.

## Källor

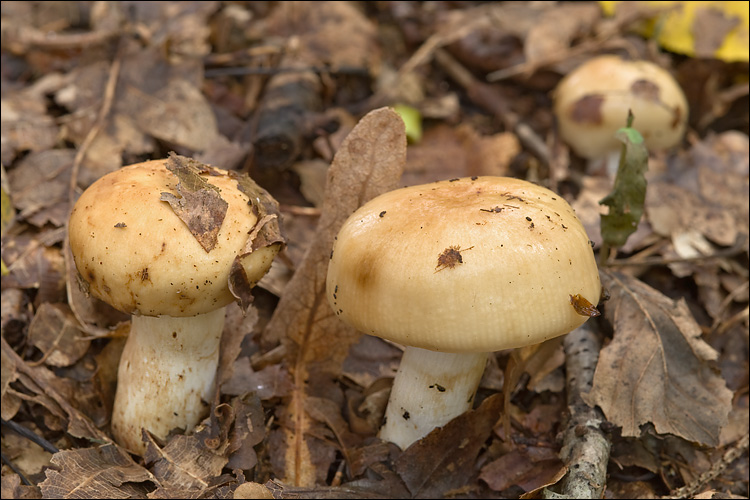
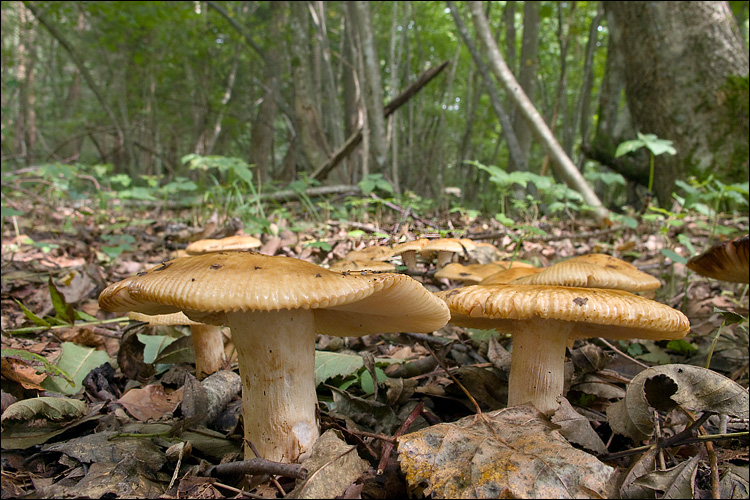
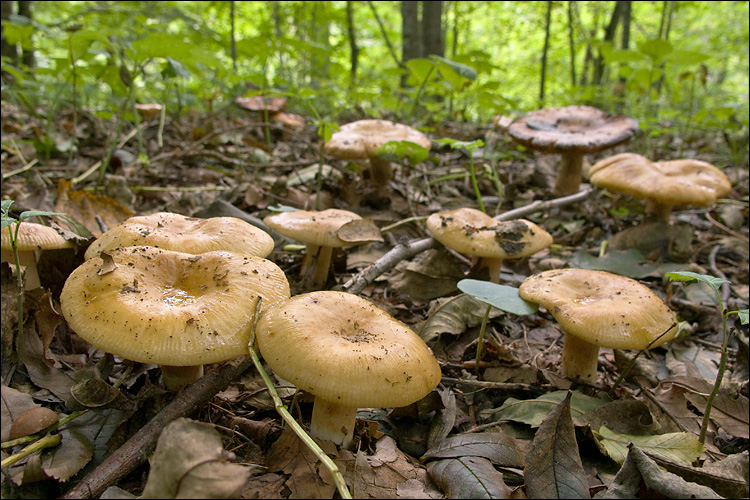
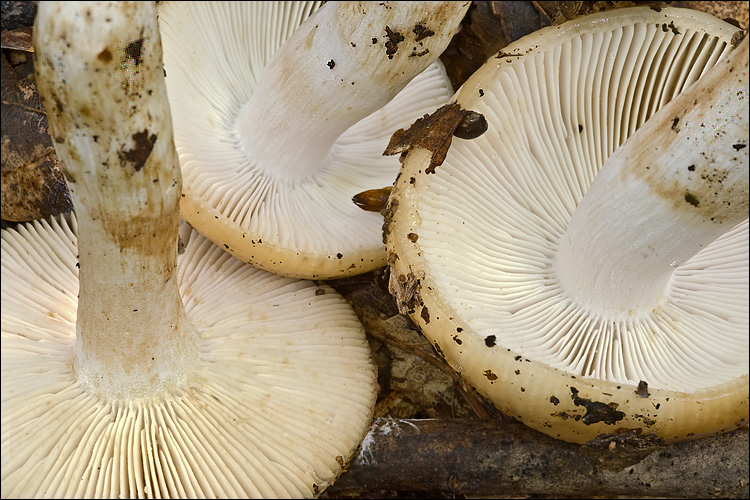
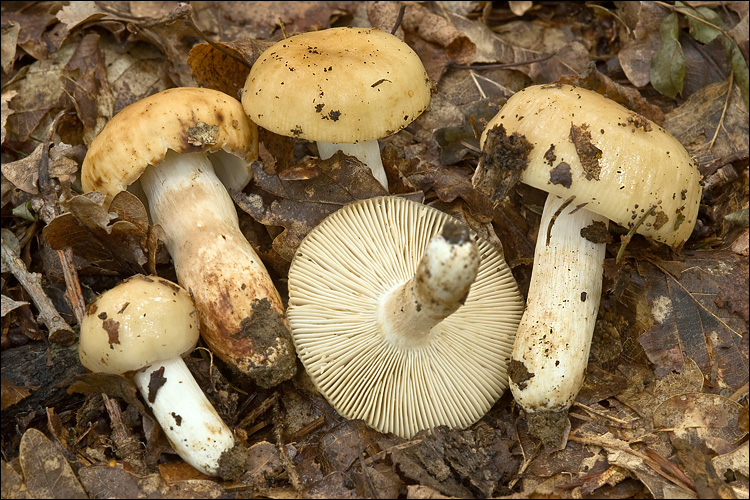
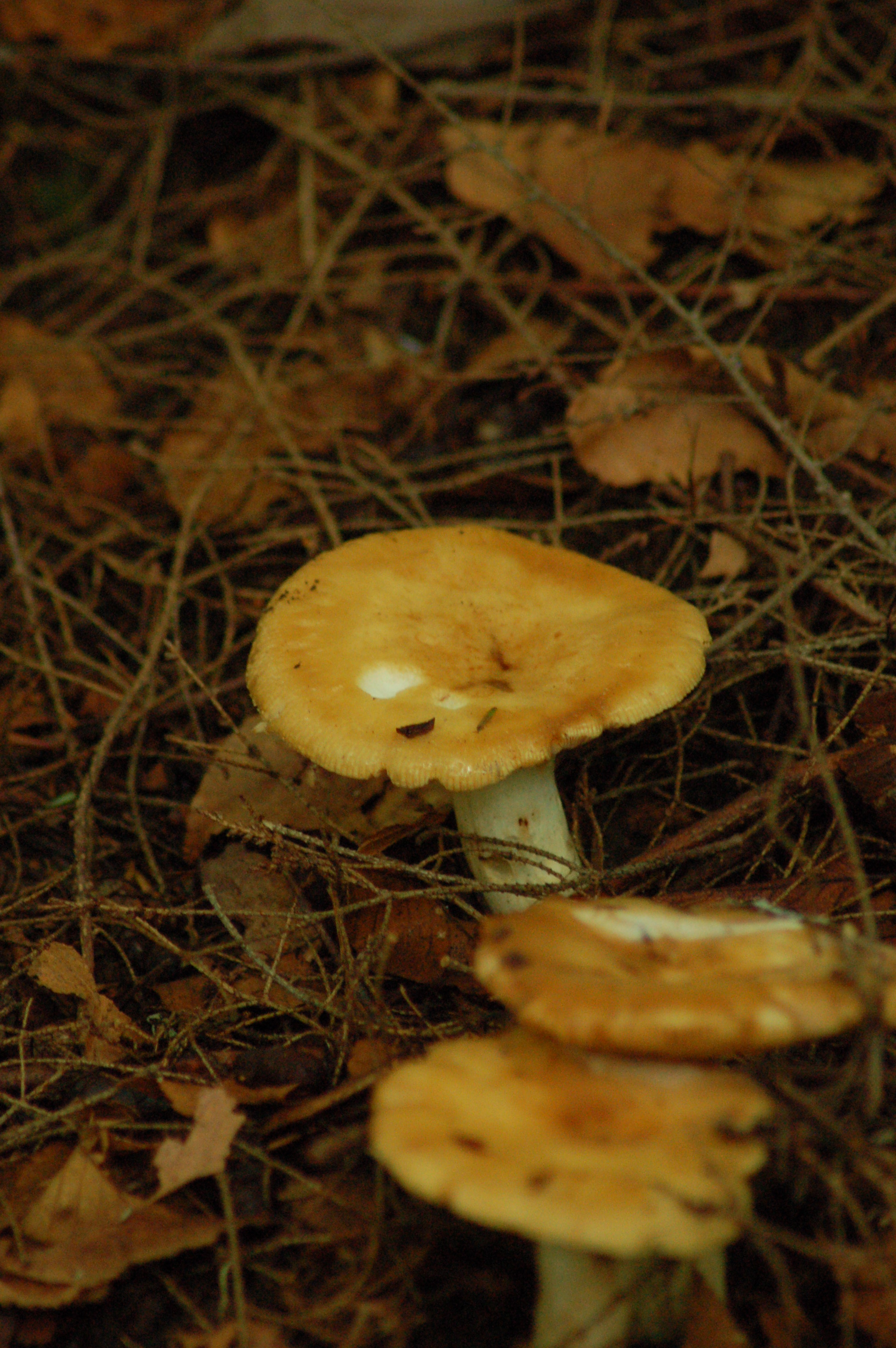